# Herman Snellen

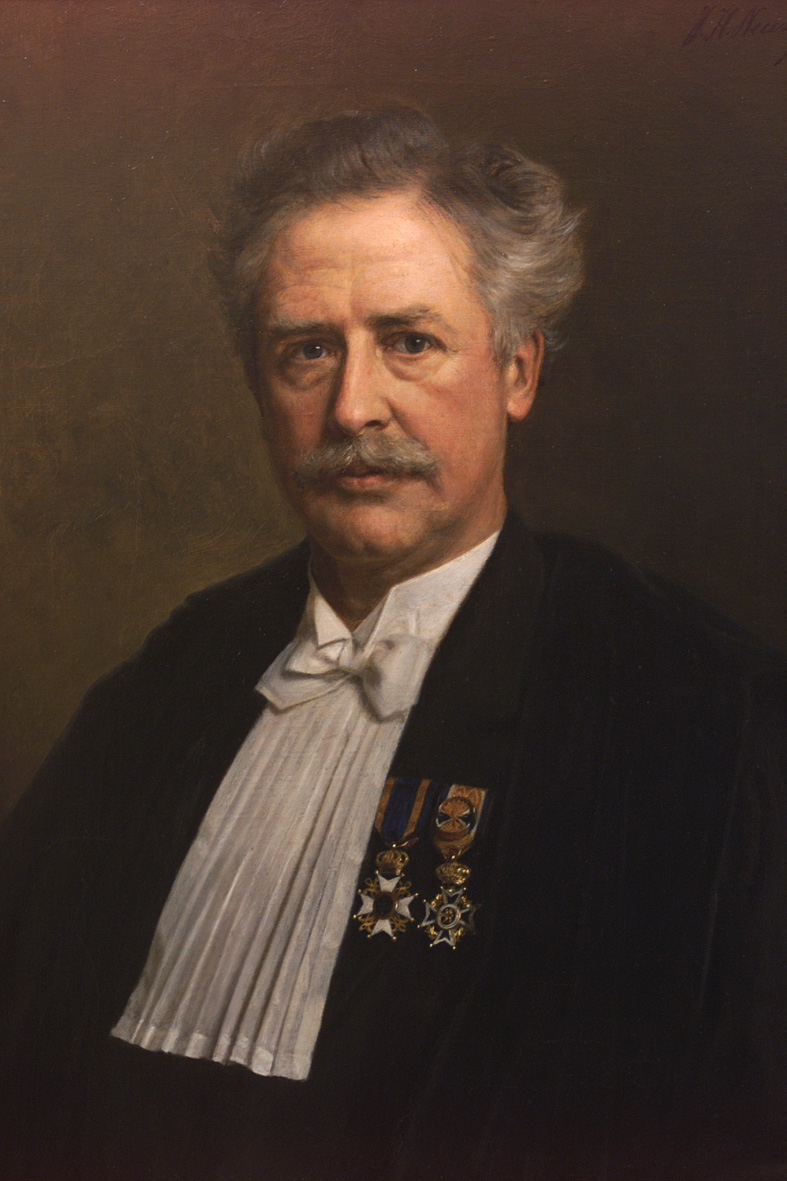
H. Snellen Sr - geschilderd door J.H. Neuman

Herman Snellen Sr (Zeist, 19 februari 1834 – Utrecht, 18 januari 1908) was een Nederlands oogarts en hoogleraar oogheelkunde te Utrecht, onder meer bekend vanwege de Snellenkaart waarmee de visus bepaald kan worden. Zijn zoon, Herman Snellen Jr. (1864 – 1929), volgde hem op als hoogleraar en directeur van het Nederlandsch Gasthuis voor behoeftige en minvermogende Ooglijders.

## Loopbaan
Snellen werd student in 1851, promoveerde tot doctor in de geneeskunde op 4 juli 1857, verwierf in 1858 het doctoraat in de heelkunde en vestigde zich in Utrecht als arts en tevens als assistent aan de oogheelkundige kliniek van Franciscus Cornelis Donders. In 1862 werd hij geneesheer en docent in de oogheelkunde aan het Nederlandse Gasthuis voor ooglijders in Utrecht en in 1877 hoogleraar aan de universiteit van de Universiteit Utrecht. Hij leidde veel oogheelkundigen in Nederland op. Op 27 oktober 1884 volgde hij Donders op als geneesheer-directeur. Gedurende het academisch jaar 1891-1892 was hij rector magnificus van de Utrechtse universiteit. In 1899 nam Snellen zijn ontslag als hoogleraar en in 1904 als directeur van het Nederlands Gasthuis voor Ooglijders. 
Hij begon in 1854 met publiceren, vóór zijn promotie, en tot 1897 bleef hij veel publiceren. Snellen schreef en sprak Frans, Duits, Engels en Latijn als zijn moedertaal. Hij bezat verschillende eredoctoraten. Zijn verdiensten werden door koningin Wilhelmina erkend door zijn benoeming tot ridder in de Orde van de Nederlandse Leeuw (1895) en tot officier in de Orde van Oranje Nassau.

## Externe links

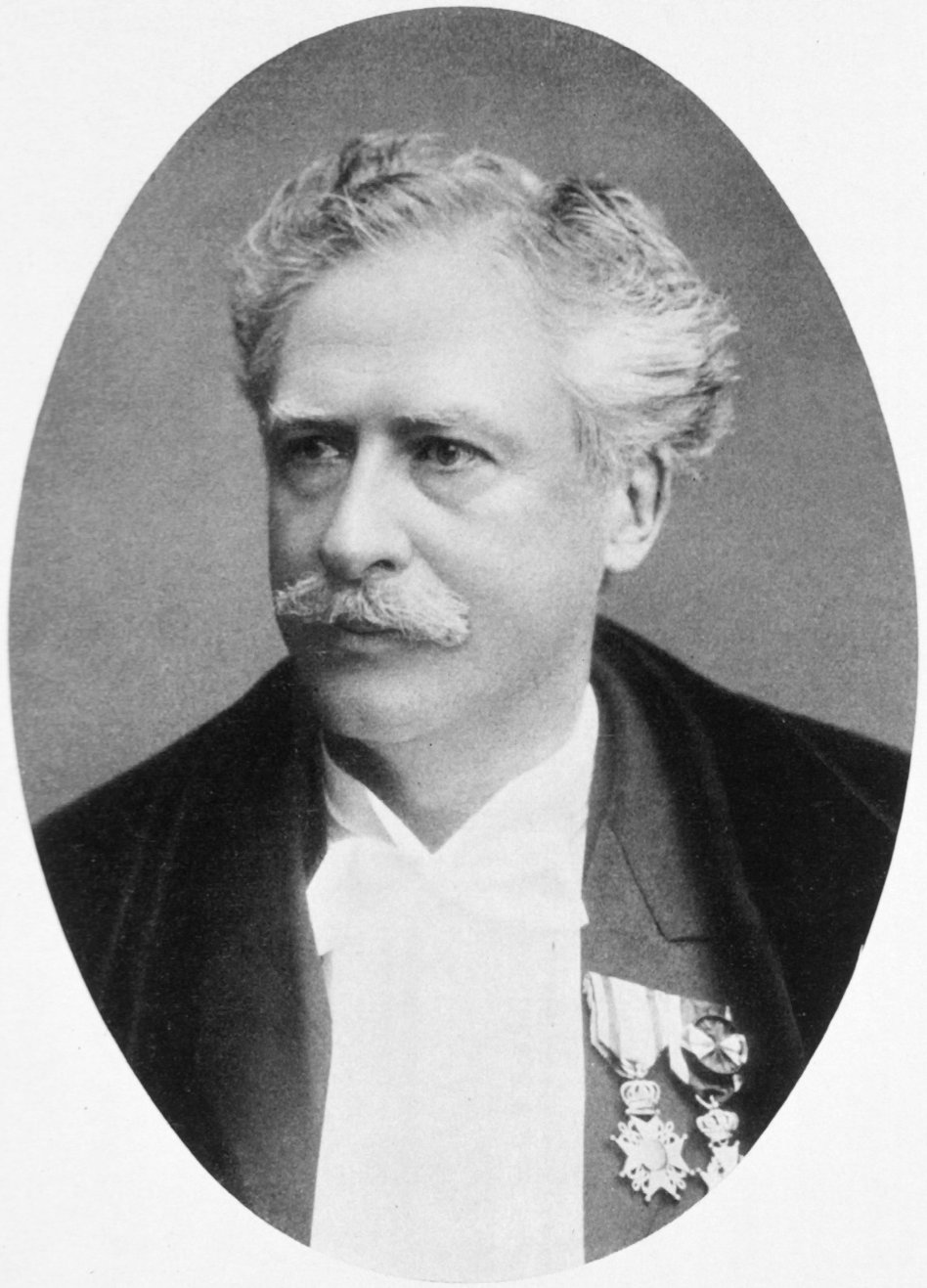
H. Snellen
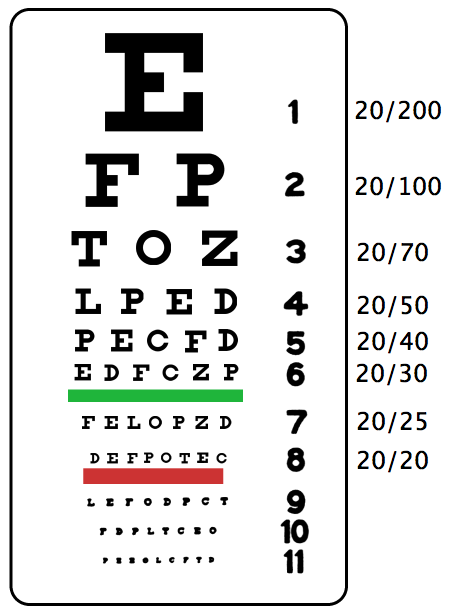
Snellenkaart